# Río Aroa
El río Aroa es un río en la zona noroeste de Venezuela. Las nacientes del río se encuentran en la serranía de Bobare en el estado Falcón y en la sierra de Aroa en su sector perteneciente al municipio Urachiche del estado Yaracuy, corre paralelo y al oeste del río Yaracuy y desemboca cerca  en el mar Caribe, específicamente en la población de Boca de Aroa, en el municipio José Laurencio Silva del estado Falcón (cerca de Tucacas).
Es un río esencialmente de llanura. Durante la temporada de lluvias el río se desborda produciendo anegamientos sobre las zonas próximas a sus márgenes.
Las aguas del Aroa son actualmente utilizadas para irrigación de grandes plantaciones de caña de azúcar, maíz y cacao. 